# Reality Pump Studios
Reality Pump Studios  (Reality Pump Game Development Studios) — польська компанія-розробник відеоігор. Створені проекти: Knightshift, Чорне золото (World War III: Black Gold), Earth 2160, Two World, 3SwitcheD, Cluster Frenzy, Iron Sky: Invasion, Sacrilegium (2013) та Raven's Cry.
З травня 2015 року Reality Pump є підрозділом TopWare Interactive AG.

## Історія
Компанію було засновано в 1995 році. Свій перший успішний проект компанія створила в 1997 році, і він отримав назву — Earth 2140, видавцем проекту виступили TopWare Interactive.
В 2001 до Reality Pump Studios приєдналися розробники з Zuxxez Entertainment AG, після чого компанія офіційно отримала свою назву Reality Pump — Game Development Studios.
З лютого 2006 розпочалася розробка гри Two Worlds для платформ Microsoft Windows та Xbox 360.
У 2010 Reality Pump Studios випустила Two Worlds 2, а пізніше в 2011 році вийшло доповнення Two Worlds 2: Pirates of the Flying Fortress.
6 червня 2012 року компанія анонсувала свій новий проект Sacrilegium, вихід якого було запланований на 2015 рік.
30 січня 2015 вийшов новий проект Reality Pump Studios під назвою Raven's Cry.

## Розроблені ігри
| Оригінальна назва                             | Рік        | Платформа                                |
| --------------------------------------------- | ---------- | ---------------------------------------- |
| Earth 2140                                    | 1997       | Amiga CD, MS-DOS, Windows, Mac OS        |
| Earth 2150: Escape From the Blue Planet       | 2000       | Windows, Mac OS                          |
| Earth 2150: The Moon Project                  | 2000       | Windows                                  |
| World War III: Black Gold                     | 2001       | Windows                                  |
| Heli-Heroes                                   | 2001       | Windows                                  |
| Earth 2150: Lost Souls                        | 2002       | Windows                                  |
| Knightshift                                   | 2003       | Windows                                  |
| Earth 2160                                    | 2005       | Windows                                  |
| Earth Universe                                | 2006       | Windows                                  |
| Two Worlds                                    | 2007       | Windows, Xbox 360                        |
| Two Worlds II                                 | 2010       | Windows, Mac OS, Xbox 360, PS3           |
| Two Worlds II: Castle Defense                 | 2011       | Windows, Mac OS, iOS                     |
| Two Worlds II: Pirates of the Flying Fortress | 2011       | Windows, Mac OS, Xbox 360, PS3           |
| 3SwitcheD                                     | 2011       | Windows, Mac OS, iOS                     |
| Cluster Frenzy                                | 2012       | Windows, Mac OS, iOS                     |
| Iron Sky: Invasion                            | 2012       | Windows, Mac OS, PS3, Xbox 360, Android  |
| 4Hunters                                      | 2013       | Windows                                  |
| Raven's Cry                                   | 2015       | Windows, Xbox 360, PS3, PS4              |
| Two Worlds II: Call of the Tenebrae           | 2015       | Windows, Xbox 360, Playstation 3, Mac OS |
| Two Worlds III                                | в розробці |                                          |
| Sacrilegium                                   | в розробці |                                          |